# Pride and Glory (film)
Pride and Glory is een Duits-Amerikaanse misdaadfilm uit 2008 onder regie van Gavin O'Connor. Deze zou oorspronkelijk jaren eerder uitkomen, maar de makers stelden de productie uit omdat ze het ongepast vonden om kort na de aanslagen op 11 september 2001 een film over corrupte politieagenten uit te brengen.

## Verhaal
De leden van het 31e district van de NYPD vormen een hechte kliek. Teamleider Francis Tierney Jr. (Noah Emmerich) en Ray Tierney (Edward Norton) zijn broers die in de voetsporen zijn getreden van hun vader, oud-agent Francis Tierney Sr. (Jon Voight). Bovendien is korpslid Jimmy Eagan (Colin Farrell) getrouwd met Ray en Francis Jr.'s zus Megan (Lake Bell). De hele bups is aanwezig bij een Americanfootballwedstrijd wanneer Francis Jr. een radio-oproep ontvangt. Bij een schietpartij zijn vier van hun collega's overhoop geschoten. De plaats delict blijkt een enorm bloedbad.
Ray werd bij een voorval twee jaar geleden in zijn wang geschoten en heeft sindsdien geen veldwerk meer gedaan. In plaats daarvan werkt hij aan een bureau op de afdeling 'vermissingen'. Zijn vader wil niettemin dat hij in dit geval op onderzoek uitgaat, vanwege zijn vele contacten in de stad en omdat een van de dode agenten zijn oude partner is. Ray komt zodoende uit bij het jongetje Manny. Die heeft van afstand een man zien vluchten die verwond was aan zijn buik en been. Hij zag de vluchter in een witte auto stappen en er bang vandoor gaan voor een politieagent. Op politiefoto's herkent Manny drugsdealer Angel Tezo (Ramon Rodriguez) als de vluchtende man.
Eagan en zijn korpsmaten Eddie Carbone (Frank Grillo), Kenny Dugan (Shea Whigham) en Ruben 'Sandy' Santiago (John Ortiz) vinden de witte auto de volgende dag, met de doodgeschoten chauffeur achter het stuur. Ze geven hun vondst alleen niet door. In plaats daarvan steken ze de wagen met het lijk erin in brand. Ze willen daarmee alle sporen die naar hen kunnen wijzen uitwissen. Jimmy en zijn maten blijken zich al een tijd met drugsgeld te laten betalen door Tezo. Ze hadden in drugsbaas Eladio Casado (Rick Gonzalez) alleen een lucratievere partner gevonden en die wil dat Tezo wordt opgeruimd. Dit moeten ze alsnog zien te regelen, zonder dat Ray hun betrokkenheid bemerkt tijdens het onderzoek.
Tot Rays verbijstering blijkt zijn broer Francis al een hele tijd allerlei praktijken van zijn mannen met opzet door de vingers te zien zodat die soepeler de misdaad kunnen bestrijden. Van het drugsgeld en het moorden in opdracht, wist die niettemin ook niets. Onder zijn bewind zijn zijn agenten steeds verder losgeslagen en doen en pakken ze alles wat ze willen met hun badge en dienstpistool in de hand. Ondanks dat ze aangetrouwde familie zijn, is Jimmy ook niet van plan zich zomaar door Ray te laten oppakken. Wanneer die het corrupte groepje aantreft terwijl ze Tezo martelen, grijpt Jimmy Rays dienstpistool en schiet daarmee Tezo dood. Daarmee wordt het voor Ray moeilijk de corruptie aan het licht te brengen zonder zelf als medeplichtige te worden gezien.

## Rolverdeling
- Edward Norton - Ray Tierney
- Colin Farrell - Jimmy Egan
- Jon Voight - Francis Tierney
- Noah Emmerich - Francis Tierney Jr.
- Jennifer Ehle - Abby Tierney, Francis Jr.'s terminaal zieke echtgenote
- Carmen Ejogo - Tasha
- Manny Perez - Coco Dominguez
- Wayne Duvall - Bill Avery
- Leslie Denniston - Maureen Tierney
- Raquel Jordan - Lisette Madera
- Nikkole Salter - Trish Mercer
- Sean Dougherty - Billy Cavanaugh
- Ryan Simpkins - Shannon Egan

## Achtergrond
Gavin O'Connor en zijn broer Gregory begonnen in 1999 met het schrijven van het filmscript in samenwerking met de New Yorkse agent Robert A. Hopes. Omdat hun vader zelf agent was, hadden de broers toegang tot het poltiedepartement en de hier werkende agenten. Volgens Gavin was het verhaal van de film weliswaar fictief, maar toch een eerbetoon aan zijn vader.
De productie zou moeten beginnen in februari 2002 met Mark Wahlberg en Hugh Jackman in de hoofdrollen. Vanwege de aanslagen op 11 september werd het project uitgesteld naar 2005. In september dat jaar werden de rechten op de film verkocht aan New Line Cinema. Uiteindelijk begon de productie pas in februari 2006.
De soundtrack van de film werd gecomponeerd door Mark Isham.
Op 28 januari 2009 had de film wereldwijd $43.440.721 opgebracht.